# محطة شمال آنا للطاقة النووية

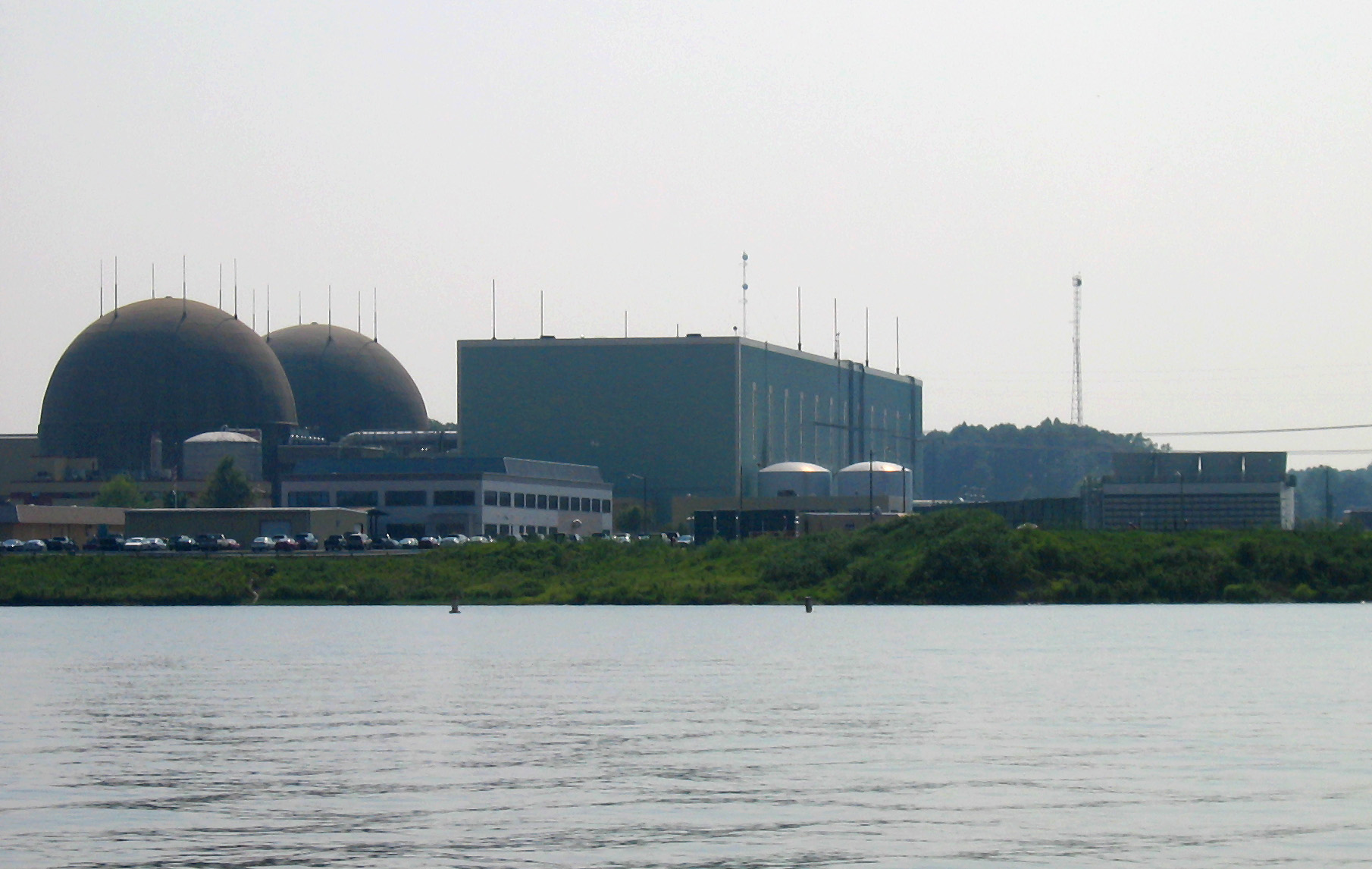
محطة شمال آنا للطاقة النووية

محطة شمال آنا للطاقة النووية هي محطة للطاقة النووية على مساحة 1075 فدان (435 هكتار) في مقاطعة لويزا بولاية فرجينيا بالولايات المتحدة الأمريكية ويتم تشغيل المحطة من قبل شركة دومينيون للطاقة.

## نبذة
يوجد بالمحطة مفاعلان مضغوطان يعملان بالماء المضغوط يتبعان لشركة كهرباء ويستينغهاوس وقد تم تشغيلهما بين عامي 1978 و 1980 على التوالي.

## الطاقة
تولد المفاعلات مجتمعة 1,79 غيغاواط من الطاقة والتي يتم توزيعها بشكل أساسي على منطقة ريتشموند الكبرى وشمال فرجينيا. في مارس 2003 تم التمديد لمدة 20 عامًا لكل من الوحدتين 1 و 2.
تم بناء بحيرة اصطناعية وتسميتها ببحيرة آنا على نهر شمال آنا لتوفير خزان من الماء المبرد للاستخدام لتبريد المحطة.